# Municipio de Center (condado de Wapello)
El municipio de Center (en inglés: Center Township) es un municipio ubicado en el condado de Wapello en el estado estadounidense de Iowa. En el año 2010 tenía una población de 26707 habitantes y una densidad poblacional de 201,44 personas por km².

## Geografía
El municipio de Center se encuentra ubicado en las coordenadas 41°1′3″N 92°27′14″O / 41.01750, -92.45389. Según la Oficina del Censo de los Estados Unidos, el municipio tiene una superficie total de 132.58 km², de la cual 128.8 km² corresponden a tierra firme y (2.85%) 3.78 km² es agua.

## Demografía
Según el censo de 2010, había 26707 personas residiendo en el municipio de Center. La densidad de población era de 201,44 hab./km². De los 26707 habitantes, el municipio de Center estaba compuesto por el 90.22% blancos, el 1.73% eran afroamericanos, el 0.57% eran amerindios, el 0.78% eran asiáticos, el 0.18% eran isleños del Pacífico, el 4.73% eran de otras razas y el 1.79% pertenecían a dos o más razas. Del total de la población el 11.5% eran hispanos o latinos de cualquier raza.